# (1394) Algoa
(1394) Algoa est un astéroïde de la ceinture principale.

## Description
(1394) Algoa est un astéroïde de la ceinture principale. Il fut découvert le 12 juin 1936 à Johannesbourg par Cyril V. Jackson. Il présente une orbite caractérisée par un demi-grand axe de 2,44 UA, une excentricité de 0,08 et une inclinaison de 2,7° par rapport à l'écliptique.

## Compléments